# Phaeomyias tumbezana
Phaeomyias tumbezana (мухоїд світлокрилий) — вид горобцеподібних птахів родини тиранових (Tyrannidae). Мешкає в Еквадорі і Перу. Раніше вважався конспецифічним з бурим тиранчиком, однак був визаний окремим видом за результатами молекулярно-генетичного дослідження.

## Підвиди
Виділяють три підвиди:
- P. t. tumbezana (Taczanowski, 1877) — південний захід Еквадору і північний захід Перу (Тумбес, східна П'юра, північний схід Ламбаєке);
- P. t. inflava Chapman, 1924 — північний захід Перу (від центральної П'юри і центрального Ламбаєке на південь до північної Ліми);
- P. t. maranonica Zimmer, JT, 1941 — долина Мараньйону на півночі центрального Перу (західний Амазонас, західна Кахамарка і західний Ла-Лібертад).

## Поширення і екологія
Світлокрилі мухоїди живуть в сухих тропічних лісах, рідколіссях і високогірних чагарникових заростях. Зустрічаються на висоті до 2300 м над рівнем моря.